# Duff Peak
Der Duff Peak ist ein 1945 m hoher Berg im ostantarktischen Viktorialand. In den Kukri Hills ragt er 1,5 km ostsüdöstlich des Sentinel Peak am Kopfende des Hughes-Gletschers auf.
Das Advisory Committee on Antarctic Names benannte ihn 1992 nach dem neuseeländischen Ethnologen Roger Shepherd Duff (1912–1978), der 30 Jahre als Direktor des Canterbury Museum in Christchurch fungiert und unter dessen Leitung das Museum am 4. März 1977 einen Gebäudetrakt zur Antarktisforschung eröffnet hatte.